# Ibibio (Volk)

Völker in Nigeria

Die Ibibio sind ein Volk  von ca. 3.976.000 Menschen im südöstlichen Nigeria.
In Nigeria leben die Ibibio vorwiegend in den Bundesstaaten Akwa Ibom und Cross River. Sie machen etwa 4,2 Prozent der nigerianischen Bevölkerung aus. Ihre Religion ist überwiegend das katholische Christentum, nur noch wenige sind Anhänger ihrer traditionellen Religion. Sie sind mit den Ogoni verwandt, die ebenfalls zum Delta-Cross-Zweig innerhalb der Cross-River-Sprachen zugehören.
Ihre Sprache, das Ibibio, ist eine Cross-River-Sprache innerhalb der Benue-Kongo-Sprachen. Die Ibibio sind in sieben Untergruppen gegliedert. Die Sprache der Ibibio ist Handelssprache im Akwa Ibom State in Nigeria.